# Francesco Buzomi
Compléments
Buzomi fut un des premiers missionnaires chrétiens en Cochinchine
Francesco Buzomi, né en février 1576 à Naples (Italie) et décédé le 1er juillet 1639 à Macao (Chine), était un prêtre jésuite italien, missionnaire en Cochinchine. Considéré comme un des fondateurs de la mission il contribua également à la romanisation de la langue vietnamienne.

## Biographie

### Jeunesse et formation
Buzomi a déjà fait deux ans d’études de droit civil avant d’entrer, le 2 septembre 1592, au noviciat des Jésuites de Naples. Sa formation spirituelle et académique (philosophie) se poursuit dans sa ville natale jusqu’en 1599. Il fut ensuite procureur du collège de Lecce. De retour à Naples pour ses études de théologie (1603-1607) Buzomi est ordonné prêtre en 1606. Il réside ensuite à la maison professe de Naples dont il est l’administrateur. 
Destiné à la mission d’Orient depuis 1608 il embarque à Lisbonne (23 mars 1609) sur le navire Nossa Senhora da Piedade. Arrivé à Macao il y enseigne la théologie pendant cinq ans.

### En Cochinchine
Le 28 janvier 1615 Buzomi arrive en Cochinchine (Vietnam) où, s’étant porté volontaire, il est envoyé par le provincial du Japon Valentin Carvalho, accompagné par Jacques Carvalho et les frères António Dias et Joseph Tsuchimochi (un japonais) pour fonder la nouvelle mission.  L’idée première est d’accompagner pastoralement les catholiques japonais qui s’y sont réfugiés à la suite des persécutions dans leur pays. Une église est construite à Turane (aujourd'hui Da Nang).  
Ils sont également engagés dans l’évangélisation des vietnamiens, tout en étudiant la langue du pays. Parmi les premiers baptisés se trouve ‘Augustin’ qui deviendra un précieux collaborateur. Buzomi se déplace à Cachán (aujourd'hui Quang Nam) à quelque 10 kilomètres de Hoi An. Environ 300 personnes reçoivent le baptême en 1615.
En 1616 le père Carvalho repart au Japon, malgré l’édit d’interdiction de 1614. Il est remplacé par le frère japonais Paul Saitô (1577-1633). En 1617, le père Francisco de Pina rejoint le groupe alors que Buzomi se trouve à Macao pour des raisons de santé : il y fait sa profession religieuse définitive (16 juin 1618).
Revenu la  même année en Cochinchine il y fonde la résidence de Nhon, dont Pedro Marques devient le premier supérieur religieux. Buzomi choisit Nuoc Man comme centre d’où il rayonne en diverses provinces. En 1629 et 1631 il visite la Cambodge et le royaume de Champa (Sud-Vietnam). De santé fragile il fait plusieurs séjours à Macao mais en 1633 il se retrouve en Cochinchine à la demande insistante du monarque. Buzomi est nommé supérieur de la mission le 11 mars 1635.
Mais en 1638 il est de retour à Macao pour la congrégation provinciale des Jésuites, en septembre 1638. Sa santé le contraint à y rester. Francesco Buzomi meurt à Macao le 1 juillet 1639.

## Appréciation
Selon Alexandre de Rhodes, Buzomi était un apôtre infatigable. Il a laissé en Cochinchine une chrétienté de 12 000 fidèles, là où ne s’en trouvait qu’une poignée en 1615. Il a légué à ses chrétiens une ’apologie du catholicisme’ écrite dans la langue nationale.
Appartenant à la première génération de missionnaires jésuites présents au Vietnam au début du XVIIe siècle Buzomi contribua avec d’autres (Francisco de Pina, Gaspar do Amaral, Antonio Barbosa et Alexandre de Rhodes) à la romanisation de la langue vietnamienne, ce que l’on appelle aujourd’hui le Chữ quốc ngữ.